# Napster
Napster era un servei de distribució d'arxius de música (en format MP3) i pioner de les xarxes P2P d'intercanvi creat per Shawn Fanning. La seva popularitat va començar durant l'any 2000. La seva tecnologia permetia als aficionats a la música compartir les seves col·leccions de MP3 fàcilment amb altres usuaris, la qual cosa va originar protestes de les institucions de protecció dels drets d'autor.
El servei va ser anomenat Napster ("dormilega") pel pseudònim de Fanning (es diu que acostumava a fer moltes migdiades).
La primera versió de Napster va ser publicada a finals del 1999. Va ser el primer dels sistemes de distribució d'arxius P2P de popularitat massiva, era una xarxa centralitzada, ja que utilitzava un servidor principal per mantenir la llista d'usuaris connectats i els arxius compartits per cada un d'ells. Les transferències d'arxius, però, eren realitzades entre els usuaris sense intermediaris.
Al desembre del 1999, diverses empreses discogràfiques van iniciar un judici en contra de Napster. Això va portar a Napster una gran popularitat i diversos milions de nous usuaris. Napster va arribar al seu màxim amb 26,4 milions d'usuaris al febrer de l'any 2001.
Per als seguidors de Napster el judici va ésser una mica confús. Per a ells la possibilitat de compartir arxius era una característica pròpia d'internet, i no de Napster, el qual actuava com un simple motor de cerca. Molts argumentaven que tancar Napster només aconseguiria que els seus usuaris emigressin cap a altres sistemes d'intercanvi d'arxius. Aquest últim fet va ocórrer, amb programari com Ares Galaxy, Audiogalaxy, Morpheus, Gnutella, Kazaa, LimeWire i eDonkey2000.
Al juliol del 2001 un jutge va ordenar el tancament dels servidors de Napster per prevenir més violacions dels drets d'autor. Cap al 24 de setembre del 2001, havia pràcticament arribat al seu final. Napster va acceptar pagar a les empreses discogràfiques 26 milions de dòlars per danys i uns altres 10 milions de dòlars per futures llicències.
El bateria de Metallica, Lars Ulrich va ser el primer famós a demandar a Napster per drets d'autor.
Al 19 de maig del 2008 Napster va anunciar el llançament de la botiga més gran i detallada de MP3 del món, amb 6 milions de cançons, a www.napster.com/store. L'avís també va indicar que totes les vendes de descàrregues als Estats Units fetes amb Napster estarien amb el format MP3 amigable per l'usuari i sense DRM, el qual és compatible amb virtualment qualsevol reproductor MP3 o telèfon musical incloent l'iPod i l'iPhone.